# Африканска отровница джудже
Африканската отровница джудже (Bitis peringueyi) е вид малка отровница срещаща се в Намибия и Южна Ангола. Няма открити подвидове.

## Описание
На дължина достига до 20–25 cm, като максималната регистрирана дължина е 32 cm.
Има къса и плоска глава с очи, разположени в горната част на главата. Главата е покрита със силно наръбени люспи. Очите са разделени от шест до девет люспи, а всяко око е заобиколено от 10-13 люспи.
Има бледа, кестеняво-кафява до оранжево-кафява, или песъчливо-сивкава основна окраска, покрита със серия от три надлъжни светли и тъмни петна. Коремът е обикновено белезникав или мръсно жълт. Опашката обикновено е жълтокафява на цвят, но при 25% от екземплярите е черна.

## Хранене
Нейната диета включва гущерите от род Aporosaura и Meroles, както и геконите от род Ptenopus. Aporosaura имат високо съдържание на вода и са важен източник на вода за тези змии.